# トーヨーベンディング

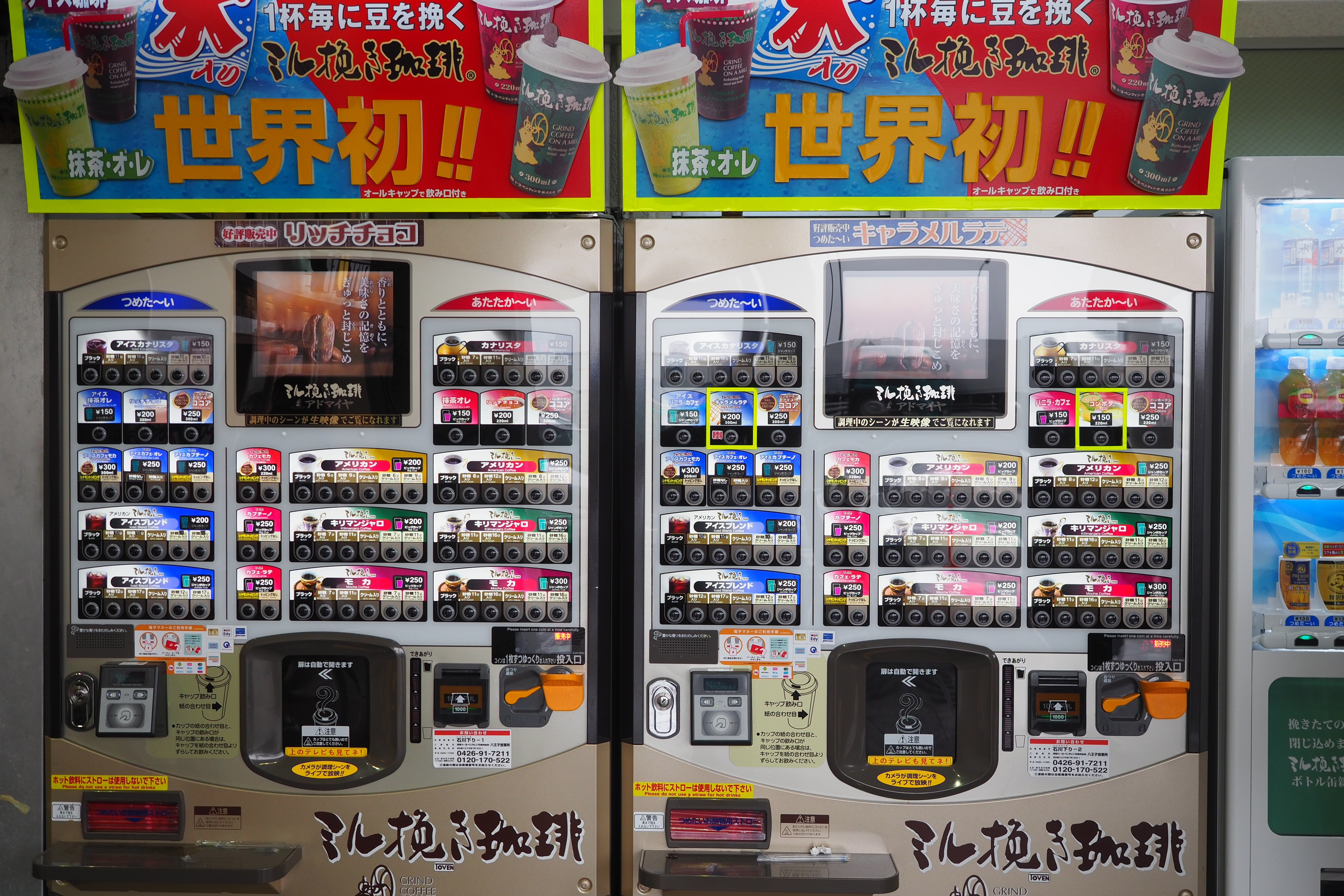
「ミル挽き珈琲」の自動販売機

トーヨーベンディング株式会社は、愛知県名古屋市西区見寄町に本社を置き、カップ式コーヒー自動販売機「ミル挽き珈琲」(ミルびきコーヒー)などの飲料自動販売機事業を展開する企業である。

## 事業

### 自動販売機
主力の「ミル挽き珈琲 アドマイヤ」(ミルびきコーヒー アドマイヤ)は、自動販売機内部で豆をコーヒーミルで挽き、ドリップする過程が、『コーヒールンバ』を背景音楽にしてリアルタイムでモニター画面に映し出される。紙コップに注がれた珈琲は、自動で蓋をして提供される。高速道路のサービスエリア・パーキングエリアや病院、東海道新幹線の各駅のほか、映像と背景音楽を省略した機種がオフィス等に設置されている。

## 会社概要
「ミル挽き珈琲」をはじめとする飲料自動販売機の企画・開発・設置・運営を行う。現法人の設立は2021年7月。
1969年に創業、1970年1月に法人設立。1988年には病院向けテレビカード事業に進出。
2009年2月期には約165億5300万円の売上があり、その後も2018年2月期までは毎期黒字を計上していた。しかし競合の激化や事業環境の変化、新型コロナウイルス感染症拡大の影響等から自動販売機事業、病室事業とも売上が低下。投資負担および借入の軽減を図るため、2020年12月に病室事業を新設分割したT&Pメディトラストに事業譲渡。
2021年2月期に債務超過に陥り、事業の再建を図るため2021年9月、会社分割により新設したトーヨーベンディング株式会社（現法人）に自動販売機事業を譲渡。旧法人は「株式会社丸の内管財」に商号を変更、2022年3月に特別清算を申請した。前述のとおり今回の特別清算申請以前に事業譲渡されており、現法人によって「ミル挽き珈琲」など自動販売機の運営は継続している。

## 沿革
- 1969年（昭和44年） - 創業[4]。
- 1970年（昭和45年）1月 - 自動販売機オペレーターとして会社設立[5]。
- 1972年（昭和47年）3月 - 高速道路サービスエリア・パーキングエリアへの自動販売機設置事業を開始[5]。
- 1988年（昭和63年）2月 - 病院向けテレビカードシステム事業を開始[5]。
- 2020年（令和2年）12月 - 病室事業を株式会社T&Pメディトラストに新設分割にて事業譲渡[7]。
- 2021年（令和3年）9月 - 自動販売機部門を分割にて新設したトーヨーベンディング株式会社に事業譲渡[4][6]。旧法人は株式会社丸の内管財に商号変更。
- 2022年（令和4年）3月 - 丸の内管財（旧法人）が特別清算を申請[4]。自動販売機事業は現法人により続けられる[8]。
- 2023年（令和5年） 10月31日：東海旅客鉄道（JR東海）東海道新幹線の車内販売を終了に伴い、代替措置として東海旅客鉄道（JR東海）とコラボし、10月12日から「のぞみ」停車駅に「SHINKANSEN COFFEE」（シンカンセン・コーヒー）自動販売機を11月1日までに新たに86台設置。
- 2024年（令和6年）12月 - JR東日本クロスステーションフーズカンパニーとコラボし、東日本旅客鉄道（JR東日本）東北新幹線の東京駅20-21番ホーム上、上野駅改札内コンコース１階通路、大宮駅17-18番ホーム上に「BECK'S COFFEE SHOP自動販売機」をそれぞれ1台設置。
- 2025年（令和7年）6月 - 「BEAMS JAPAN監修　ミル挽き珈琲ブレンド」を順次全国38箇所の高速道路サービスエリア・パーキングエリアの自動販売機で販売。また、8箇所のサービスエリア・パーキングエリアにBEAMS JAPAN監修デザインの自動販売機を設置。